# عبد الأمير العضاض
عبد الأمير العضاض، شاعر شعبي عراقي من أهل الناصرية.

## حياته ومولده
ولد عبد الأمير العضاض عام 1945 في بيت أدبي ثقافي سياسي في الناصرية، وهو البيت الذي ضيف الشاعر محمد سعيد الحبوبي، وأخواه الشاعران جليل العضاض وعادل العضاض، وهم جميعاً من رواد الحركة الشعرية ومن رعيل الشاعر العراقي مظفر النواب.
كتب الشعر في بداية العقد الستيني متأثراً بكتابات الشاعر مظفر النواب،
وساهم في المهرجان الأول للشعر الشعبي عام 1969 وبقية المهرجانات التي تلت في البصرة والعمارة والمثنى.
نشرت لهُ عدة قصائد عبر قناة الإذاعة العراقية والصحف والمجلات، كما ساهم في تأسيس جمعية الفنون والآداب في الناصرية.
سجن عبد الأمير عام 1963 ضمن حملة شنت في الناصرية، بتهمة الانتماء لحزب سياسي معارض.

## قصائدهِ
جميع قصائده مخطوطة بخط يده ومحفوظة.

## وفاته
توفى الشاعر عبد الأمير العضاض في يوم الرابع من آب عام 2009. على إثر نوبة قلبية، وهو يؤدي واجبه الوظيفي.